# Pontonema muelleri
Pontonema muelleri är en rundmaskart som beskrevs av Diesing 1861. Pontonema muelleri ingår i släktet Pontonema och familjen Oncholaimidae. Inga underarter finns listade i Catalogue of Life.